# Avondmens
Een avondmens is iemand die meestal laat naar bed gaat en vooral actief is in de avonduren. Deze mensen hebben vaak ook meer last van een ochtendhumeur.
De biologische klok die onder andere het circadiaan ritme (slaap-waakritme) regelt loopt niet bij iedereen gelijk. Naast culturele aspecten bepalen die individuele afwijkingen of iemand een ochtendmens of een avondmens is. Het hormoon melatonine speelt hierbij een belangrijke rol, evenals het hormoon cortisol.